# David Don
David Don (* 21. Dezember 1799 in Doo Hillock, Forfarshire, Schottland; † 8. Dezember 1841 in London) war ein britischer Botaniker. Sein offizielles botanisches Autorenkürzel lautet „D.Don“.

## Leben
David Don war der jüngere Bruder des Botanikers George Don; beide waren Söhne von George Don von Forfar. Don war in den Jahren 1822 bis 1841 Bibliothekar der Linnean Society in London. 1836 bis 1841 war er Professor für Botanik am King’s College London.
David Don beschrieb etliche bedeutende Koniferenarten, die im 19. Jahrhundert entdeckt worden waren. Der Küstenmammutbaum, zunächst Taxodium sempervirens D.Don, heute Sequoia sempervirens (D. Don) Endl., die Grannen-Tanne, Abies bracteata (D. Don) A. Poit. (beschrieben als Pinus bracteata D.Don) oder die Sicheltanne Cryptomeria japonica (Thunb.) D. Don, die er aus der Gattung Cupressus ausgegliedert hat, gehören dazu. Auch die in Gärten angebaute Tibet-Orchidee Pleione D.Don beschrieb er 1825 als erster.
Als Bibliothekar und Sekretär des Botanikers  Aylmer Bourke Lambert stellte er für diesen den Prodromus florae nepalensis zusammen. Dieses Florenwerk basiert auf den Sammlungen von Francis Hamilton und Nathaniel Wallich. Zu den späteren Auflagen von Lamberts A description of the genus Pinus steuerte er Pflanzenbeschreibungen bei.

## Ehrungen
Im Jahr 1823 wurde er zum Mitglied der Leopoldina gewählt. Nach David Don wurde die Gattung Doniophyton Wedd. aus der Familie der Korbblütler (Asteraceae) benannt.

## Werke
- Prodromus florae nepalensis, 1825